# Kanton Bazas
Kanton Bazas (fr. Canton de Bazas) je francouzský kanton v departementu Gironde v regionu Akvitánie. Tvoří ho 13 obcí.

## Obce kantonu
- Aubiac
- Bazas
- Bernos-Beaulac
- Birac
- Cazats
- Cudos
- Gajac
- Gans
- Le Nizan
- Lignan-de-Bazas
- Marimbault
- Saint-Côme
- Sauviac